# نصف‌النهار ۷۴ درجه غربی
نصف‌النهار ۷۴ درجه غربی ۷۴مین نصف‌النهار غربی از گرینویچ است که از لحاظ زمانی 4ساعت و 56دقیقه با گرینویچ اختلاف زمانی دارد.
این نصف‌النهار از قطب شمال شروع و از مناطق زیر گذشته و به قطب جنوب ختم می‌شود.
- اقیانوس اطلس
- آمریکای لاتین
- کانادا
- ایالات متحده آمریکا